# Coenonympha melania
Coenonympha melania är en fjärilsart som beskrevs av Charles Oberthür 1896. Coenonympha melania ingår i släktet Coenonympha och familjen praktfjärilar. Inga underarter finns listade i Catalogue of Life.